# Ivar Hellman
Ivar Hellman (* 21. Januar 1891 in Norrköping; † 19. Februar 1994) war ein schwedischer Dirigent und Komponist.
Hellman absolvierte bis 1911 ein Studium als Organist am Stockholmer Konservatorium. Danach studierte er bei Carl Corbach in Sondershausen Dirigieren. Er leitete von 1913 bis 1928 die Orchestergesellschaft von Norrköping und von 1914 bis 1928 den Chor der Musikgesellschaft. Danach war er bis 1958 Dirigent beim Schwedischen Rundfunk. 1971 wurde er Mitglied der Königlich Schwedischen Musikakademie.
Hellman dirigierte die Uraufführungen vieler Kompositionen zeitgenössischer schwedischer Komponisten. Sein eigenes kompositorisches Werk ist nicht sehr umfangreich. Der Kungamarsch samt Festmusik und Festspel gehört heute zum Standardrepertoire schwedischer Militärkapellen. Im Konzertgebrauch gehalten hat sich auch sein Konsertstycke för violin och orkester. Weitere Kompositionen sind eine sinfonische Suite und die sinfonische Kantate Sangen.

## Quelle
- Swedish Music Information Centre - Ivar Hellmann

| Personendaten    | Personendaten                       |
| ---------------- | ----------------------------------- |
| NAME             | Hellman, Ivar                       |
| KURZBESCHREIBUNG | schwedischer Komponist und Dirigent |
| GEBURTSDATUM     | 21. Januar 1891                     |
| GEBURTSORT       | Norrköping                          |
| STERBEDATUM      | 19. Februar 1994                    |